# Ornak
Die Ornak ist ein Berg in der polnischen Westtatra mit 1854 Metern Höhe.

## Lage und Umgebung

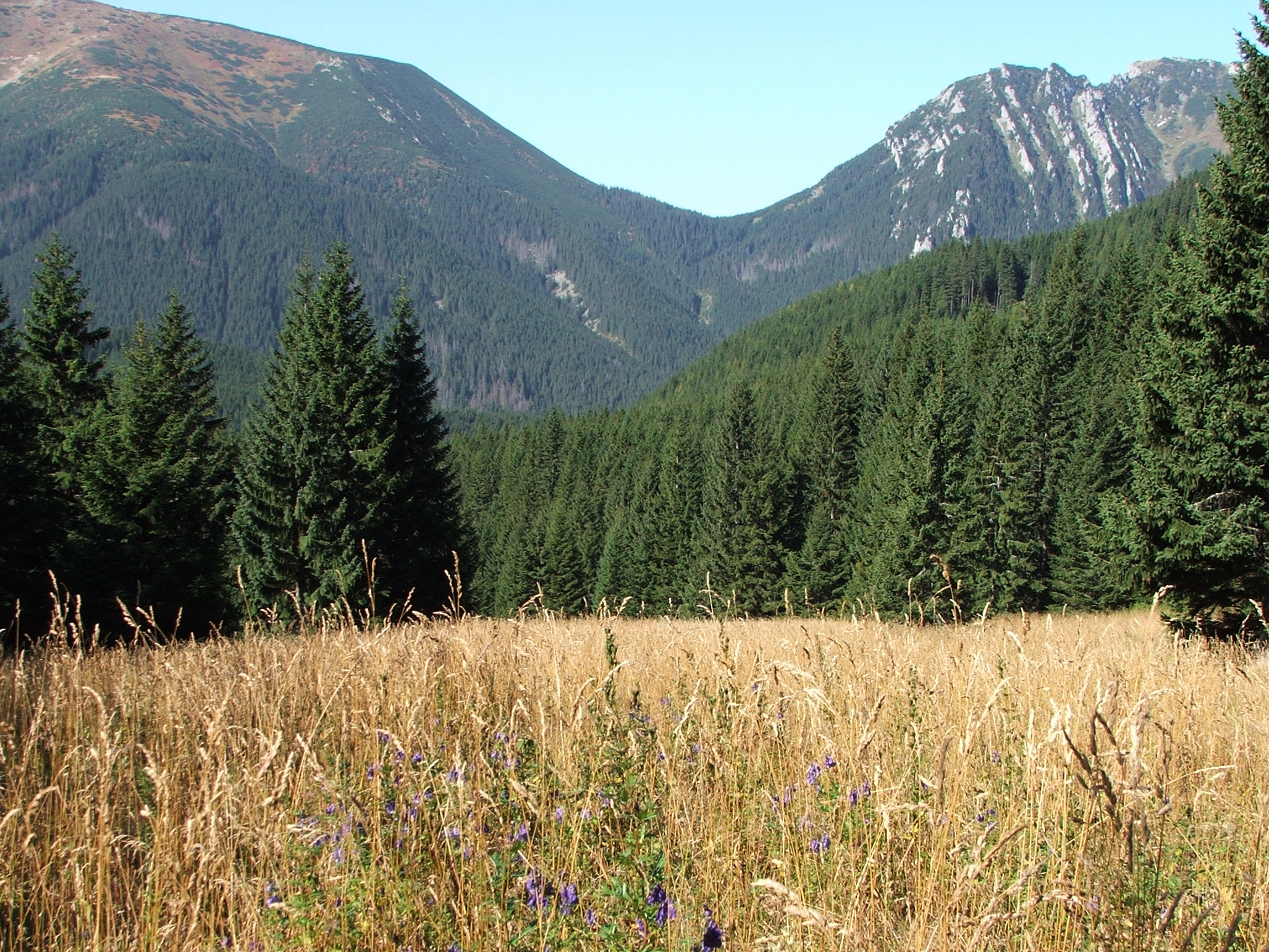
Vom Tal Dolina Chochołowska

Die Ornak liegt in der polnischen Tatra im Massiv Ornak, zwischen den Tälern Dolina Chochołowska und Dolina Kościeliska.

## Tourismus
Auf die bei Wanderern beliebte Ornak führt ein Kammweg:
- ▬ Ein grün markierter Wanderweg führt vom Bergpass Iwaniacka Przełęcz über den Gipfel auf die Siwa Przełęcz und die Siwe Turnie zum Bergpass Liliowy Karb.

Als Ausgangspunkt für eine Besteigung aus den Tälern eignen sich die Berghütten Ornak-Hütte und Chochołowska-Hütte.

## Panorama

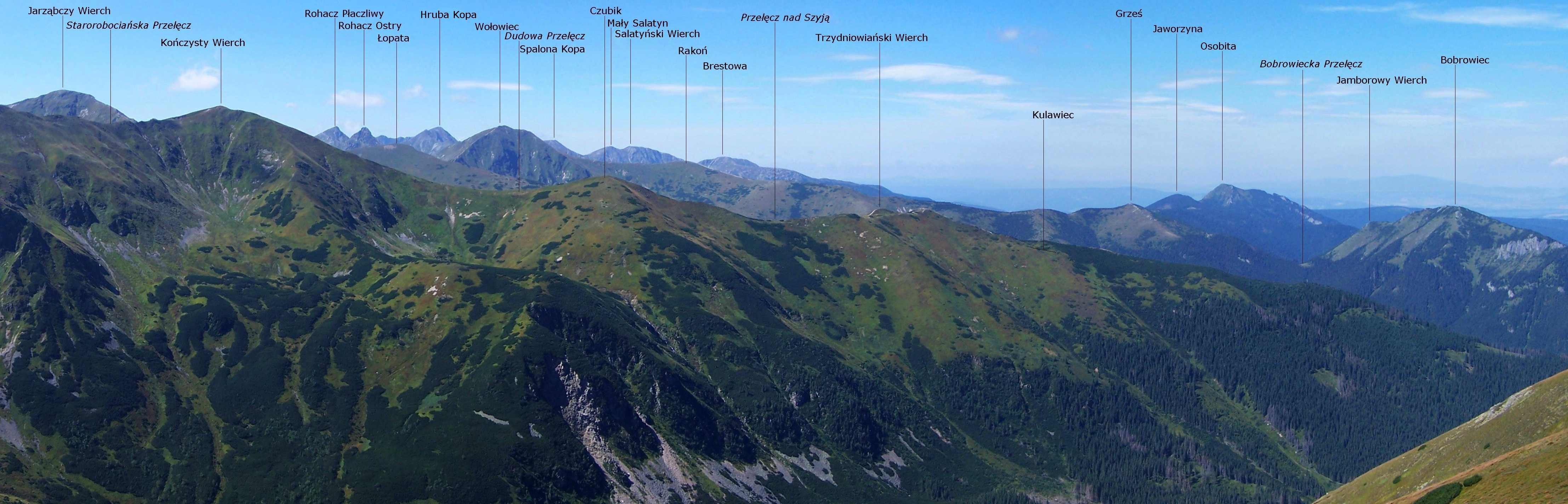
Blick vom Gipfel